# Basilique Sainte-Anne-de-Beaupré

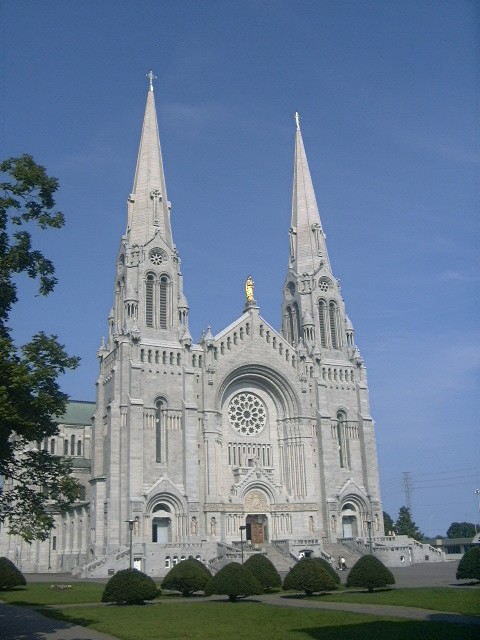
Basilikan Sainte-Anne-de-Beaupré

Sainte-Anne-de-Beaupré är en basilika norr om Île d'Orléans i staden Sainte-Anne-de-Beaupré i provinsen Québec i Kanada.
Intill kyrkobyggnaden, som årligen besöks av mer än en miljon pilgrimer, ligger ett kloster.